# 轮叶黄精
轮叶黄精（学名：Polygonatum verticillatum）是百合科黄精属的植物。分布于欧洲、不丹、尼泊尔以及中国大陆的山西、西藏、青海、陕西、甘肃、云南、四川等地，生长于海拔2,100米至4,000米的地区，多生长于林下或山坡草地，目前尚未由人工引种栽培。

## 别名
红果黄精（中药志），地吊（四川）

## 异名
- Polygonatum verticillatum (L.) All. var. laojuanshanense Z. Zheng